# Конногвардейский переулок
Ко́нногварде́йский переулок — переулок в Адмиралтейском районе Санкт-Петербурга. Проходит от Конногвардейского бульвара до Большой Морской улицы.

## История названия

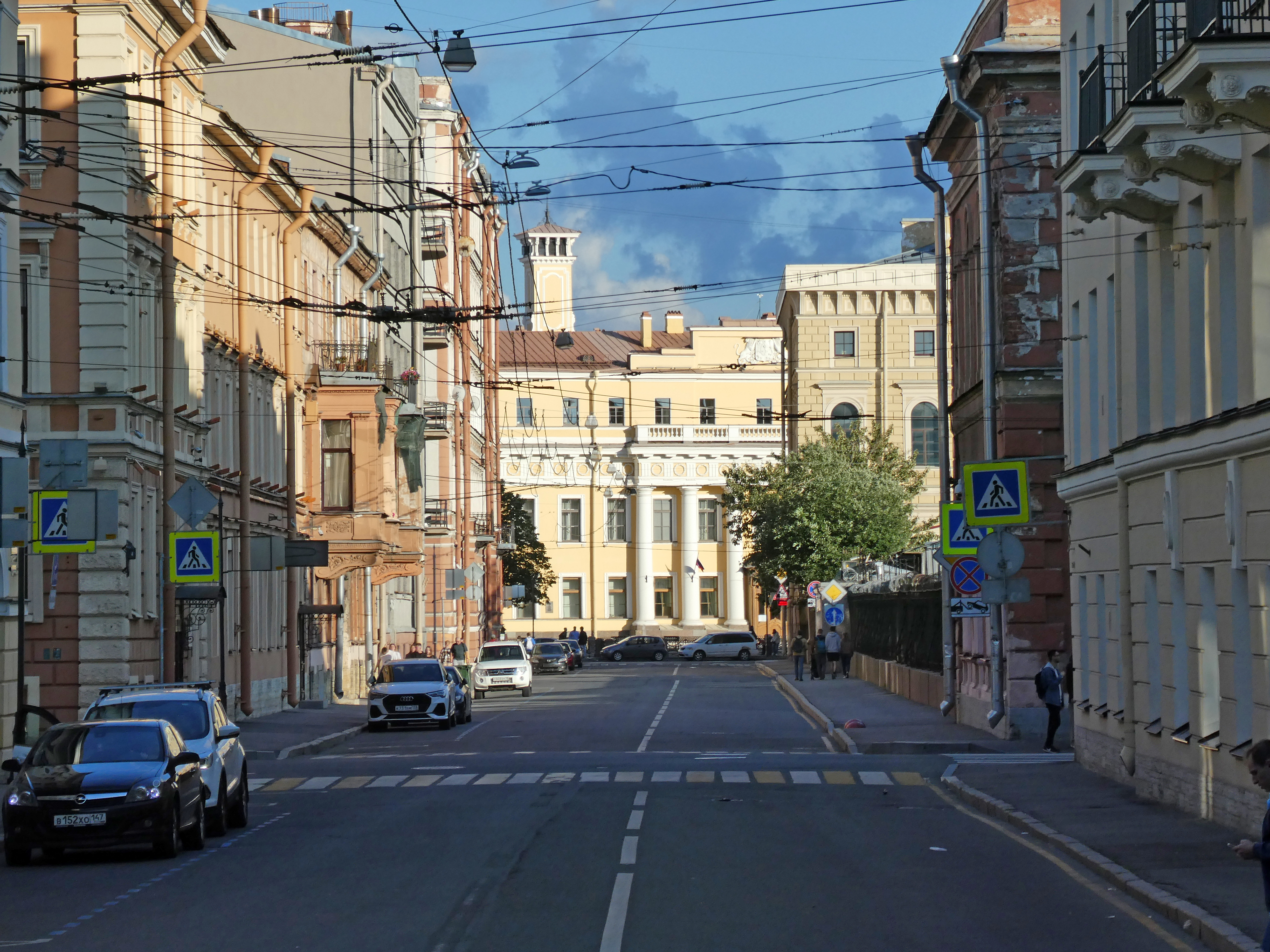
Конногвардейский переулок, вид на дворец Юсуповых

Первоначально с 1769 года называлась Провиантская улица, затем с 1776 года — Провиантский переулок, по запасным провиантским «магазейнам для воспоможения неимущих», располагавшихся у Крюкова канала.
Современное название Конногвардейский переулок известно с 1821 года, дано по нахождению казарм (дома 2 и 1—3) лейб-гвардии Конного полка. До 1929 года иногда именовался Конно-Гвардейский переулок и 2-й Конногвардейский переулок.

## История
Возник в середине XVIII века.

## Достопримечательности
- Бывшие казармы лейб-гвардии Конного полка (дома 2 и 1—3)  памятник архитектуры (федеральный).
- Санкт-Петербургский государственный университет аэрокосмического приборостроения (дом 5).